# Dándole
"Dándole" es una canción de Gocho con Jowell de su álbum debut Mi Música (2011). Escrita y producida por una variedad de compositores y productores, la canción fue lanzada como el sencillo principal del álbum el 25 de enero de 2011. Se grabaron dos remixes separados y se incluyeron en el álbum después de ser lanzados digitalmente con Ivy Queen y Omega, respectivamente. Una versión reguetón de la canción también está disponible como tema de cierre del álbum. En el mercado latino, la canción fue un éxito comercial y alcanzó su punto máximo en el Top 10 de tres listas en los Estados Unidos, mientras que alcanzó el puesto # 8 en Venezuela. En total, la canción se presentó en siete listas. También recibió varios premios dentro de la comunidad latina.

## Promoción y lanzamiento
En 2010 se anunció que Gocho lanzaría un álbum. Firmó con Venemusic en 2011 para lanzar su álbum debut en solitario. Firmado a un acuerdo de reparto de ingresos, Gocho lanzó su sencillo debut del álbum Mi Música en 2011 titulado "Dándole" con Jowell. Sin embargo, el álbum se estancó y no tuvo éxito comercial. Sin embargo, generó el éxito # 1 "Si Te Digo La Verdad", el segundo sencillo de Gocho.

## Composición

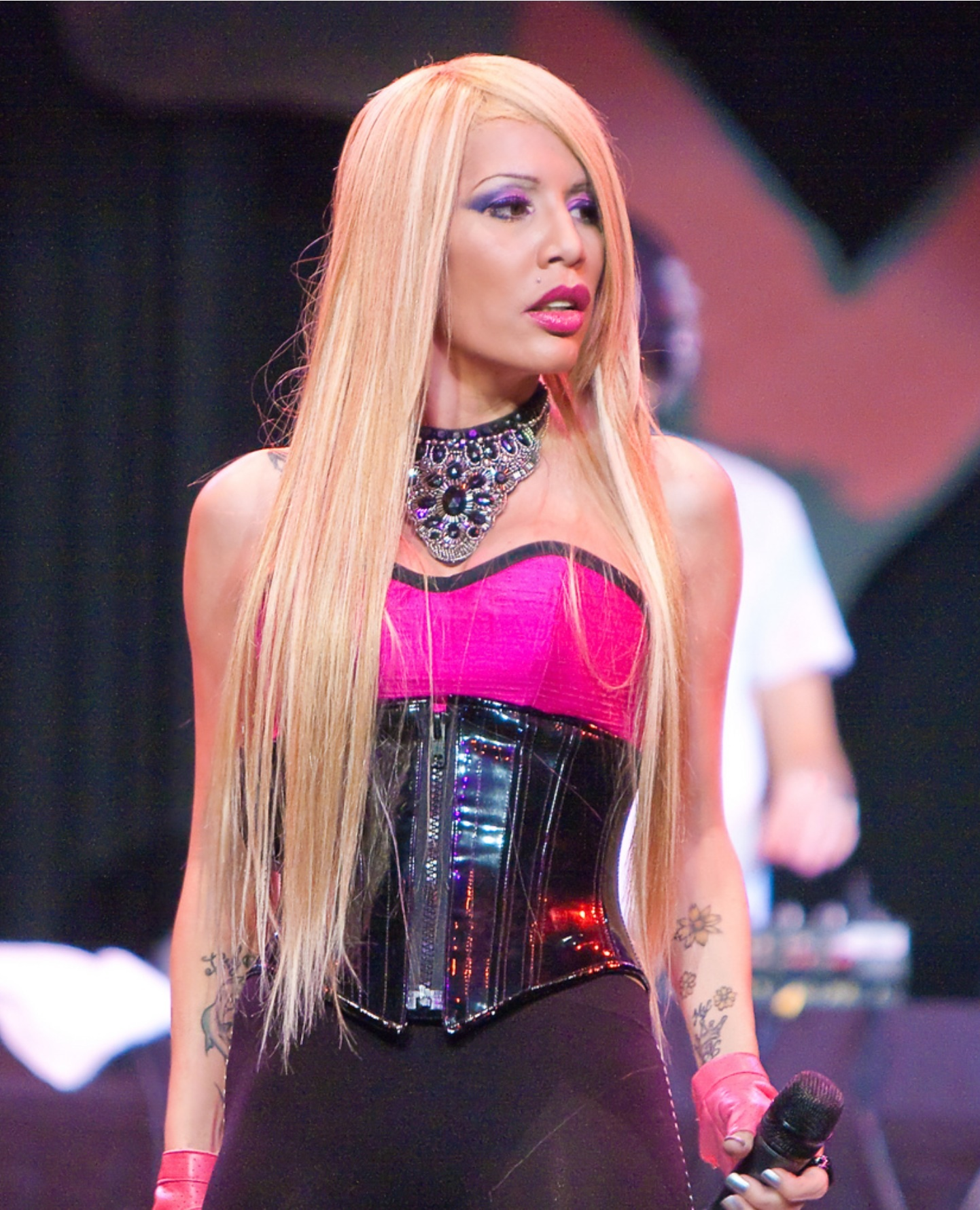
Ivy Queen (en la foto) prestó su voz para "Dándole".

"Dándole" fue compuesta por José Ángel Torres, conocido por su nombre artístico Gocho, junto a David Castro, Joel Muñoz, Leo Vázquez James y Mervin Maldonado. La producción estuvo a cargo de Gocho, Dexter & Mr. Greenz y Hyde, mientras que Noriega proporcionó la producción adicional en el remix con Ivy Queen. La canción fue grabada en New Era Destination Studios en Fajardo, Puerto Rico y Dominican Hit Factory en Santo Domingo. La mezcla estuvo a cargo de José "Hyde" Cotto junto con Carlos Álvarez, mientras que Frank J se desempeñó como arreglista. En cuanto a la producción de la canción, Gocho explicó que "la canción es un mambo electrónico urbano" mezclando mambo, similar al merengue y la música urbana.

## Recepción
"Dándole" se estrenó el 25 de enero de 2011 originalmente solo con Gocho y Jowell. Luego, el sencillo fue relanzado como un remix con Ivy Queen el 5 de abril de 2011. El video musical fue lanzado al día siguiente. En la lista Hot Latin Songs de Billboard, la canción alcanzó el puesto 22. Mientras estaba en la lista Billboard Latin Pop Songs, alcanzó el puesto 21. En la lista de canciones digitales latinas de Billboard, la canción alcanzó el puesto #14. En la lista Billboard Latin Rhythm Digital Songs, "Dándole" alcanzó el puesto # 6. En la lista de Billboard Latin Rhythm Airplay, la canción alcanzó el puesto número 5. También alcanzó el puesto número 5 en la lista Billboard Latin Tropical Airplay. A nivel internacional, también alcanzó el puesto # 8 en la lista Top Latino de Venezuela.
Joy Ramirez de Broadcast Music Inc. (BMI) llamó a la canción "una canción de fiesta de reggaetón clásico", mientras afirmaba que atraía a personas de todas las edades. La canción fue premiada como "Canción ganadora de premios" en los 19º Premios Anuales de Música Latina de BMI, que se celebran anualmente en honor a los compositores, compositores y editores de música de las canciones más interpretadas del año en el catálogo de BMI. También recibió un premio a la "Canción urbana del año" en los premios ASCAP de 2012, que son otorgados anualmente por la Sociedad Estadounidense de Compositores, Autores y Editores de los Estados Unidos. Gocho interpretó el sencillo en el programa de televisión Univision In Studio el 3 de febrero de 2011, junto con otras canciones del álbum.